# 1983-as Formula–1 német nagydíj
A német nagydíj volt az 1983-as Formula–1 világbajnokság tizedik futama.

## Futam
| Helyezés | #  | Versenyző          | Csapat/Motor      | Körök | Idő/Kiesés oka    | Rajthely | Pontszám |
| -------- | -- | ------------------ | ----------------- | ----- | ----------------- | -------- | -------- |
| 1        | 28 | René Arnoux        | Ferrari           | 45    | 1:27:10,319       | 2        | 9        |
| 2        | 22 | Andrea de Cesaris  | Alfa Romeo        | 45    | + 1:10,652        | 3        | 6        |
| 3        | 6  | Riccardo Patrese   | Brabham-BMW       | 45    | + 1:44,093        | 8        | 4        |
| 4        | 15 | Alain Prost        | Renault           | 45    | + 2:00,750        | 5        | 3        |
| 5        | 7  | John Watson        | McLaren-Ford      | 44    | + 1 kör           | 23       | 2        |
| 6        | 2  | Jacques Laffite    | Williams-Ford     | 44    | + 1 kör           | 15       | 1        |
| 7        | 29 | Marc Surer         | Arrows-Ford       | 44    | + 1 kör           | 20       |          |
| 8        | 25 | Jean-Pierre Jarier | Ligier-Ford       | 44    | + 1 kör           | 19       |          |
| 9        | 30 | Thierry Boutsen    | Arrows-Ford       | 44    | + 1 kör           | 14       |          |
| 10       | 1  | Keke Rosberg       | Williams-Ford     | 44    | + 1 kör           | 12       |          |
| 11       | 34 | Johnny Cecotto     | Theodore-Ford     | 44    | + 1 kör           | 22       |          |
| 12       | 4  | Danny Sullivan     | Tyrrell-Ford      | 43    | + 2 kör           | 21       |          |
| 13       | 5  | Nelson Piquet      | Brabham-BMW       | 42    | Tűz               | 4        |          |
| Kizárva  | 8  | Niki Lauda         | McLaren-Ford      | 44    | Kizárva           | 18       |          |
| Kiesett  | 16 | Eddie Cheever      | Renault           | 38    | Üzemanyagrendszer | 6        |          |
| Kiesett  | 32 | Piercarlo Ghinzani | Osella-Alfa Romeo | 34    | Olajszivárgás     | 26       |          |
| Kiesett  | 26 | Raul Boesel        | Ligier-Ford       | 27    | Motorhiba         | 25       |          |
| Kiesett  | 23 | Mauro Baldi        | Alfa Romeo        | 24    | Turbó             | 7        |          |
| Kiesett  | 36 | Bruno Giacomelli   | Toleman-Hart      | 19    | Turbó             | 10       |          |
| Kiesett  | 35 | Derek Warwick      | Toleman-Hart      | 17    | Motorhiba         | 9        |          |
| Kiesett  | 40 | Stefan Johansson   | Spirit-Honda      | 11    | Motorhiba         | 13       |          |
| Kiesett  | 27 | Patrick Tambay     | Ferrari           | 11    | Motorhiba         | 1        |          |
| Kiesett  | 11 | Elio de Angelis    | Lotus-Renault     | 10    | Motorhiba         | 11       |          |
| Kiesett  | 3  | Michele Alboreto   | Tyrrell-Ford      | 4     | Benzinpumpa       | 16       |          |
| Kiesett  | 12 | Nigel Mansell      | Lotus-Renault     | 1     | Motorhiba         | 17       |          |
| Kiesett  | 33 | Roberto Guerrero   | Theodore-Ford     | 0     | Motorhiba         | 24       |          |
| NK       | 17 | Kenny Acheson      | RAM-Ford          |       |                   |          |          |
| NK       | 31 | Corrado Fabi       | Osella-Alfa Romeo |       |                   |          |          |
| NK       | 9  | Manfred Winkelhock | ATS-BMW           |       |                   |          |          |

## A világbajnokság élmezőnyének állása a verseny után
| H  | Versenyzők     | Pont | H  | Konstruktőrök | Pont |
| -- | -------------- | ---- | -- | ------------- | ---- |
| 1. | Alain Prost    | 42   | 1. | Ferrari       | 59   |
| 2. | Nelson Piquet  | 33   | 2. | Renault       | 56   |
| 3. | Patrick Tambay | 31   | 3. | Brabham-BMW   | 37   |
| 4. | René Arnoux    | 28   | 4. | Williams-Ford | 36   |
| 5. | Keke Rosberg   | 25   | 5. | McLaren-Ford  | 29   |

## Statisztikák
Vezető helyen:
- Patrick Tambay: 1 (1)
- René Arnoux: 37 (2-23 / 31-45)
- Nelson Piquet: 7 (24-30)

René Arnoux 6. győzelme, 9. leggyorsabb köre, Patrick Tambay 2. pole-pozíciója.
- Ferrari 87. győzelme.